# Bill Nye
William Sanford "Bill" Nye (Washington D.C., 27 de novembro de 1955), conhecido popularmente também como Bill Nye the Science Guy, é um cientista educacional, comediante, apresentador de televisão, ator, escritor e cientista que iniciou sua carreira como engenheiro mecânico da Boeing. É conhecido por ter sido apresentador do programa infantil de divulgação científica da Disney/PBS Bill Nye the Science Guy (1993-98), que no Brasil se chamou "Eureka" (exibido nos sábados de manhã pela Globo em 1994), e por suas sucessivas aparições na mídia como educador científico.

## Juventude e carreira
William Sanford Nye nasceu em Washington D.C., filho de Jacqueline (1921-2000), uma decifradora de códigos da Segunda Guerra Mundial, e Edwin Darby "Ned" Nye (1917-1997), um veterano da Segunda Guerra Mundial, cuja experiência em um campo de concentração japonês o levou a tornar-se um entusiasta de relógios de Sol. Nye pertence a quarta geração de sua família a residir em Washington. Após estudar na Lafayette Elementary e Alice Deal Junior High na cidade de Washington, Nye foi aceito para estudar na Sidwell Friends School com uma bolsa de estudos parcial, graduando-se em 1973. Estudou engenharia mecânica na Universidade Cornell (onde um de seus professores foi Carl Sagan) e se tornou um Bacharel em Ciências em 1977.
Nye começou sua carreira na Boeing de Seattle, onde, entre outras coisas, atuou em filmes de treinamento da empresa e desenvolveu um supressor de ressonância de pressão hidráulica ainda utilizado no Boeing 747. Mais tarde, trabalhou como consultor na indústria aeronáutica. Em 1999 disse a St. Petersburg Times que havia tentado se tornar um astronauta, mas havia sido rejeitado.